# Centromerus ludovici
Centromerus ludovici là một loài nhện trong họ Linyphiidae.
Loài này thuộc chi Centromerus. Centromerus ludovici được Friedrich Wilhelm Bösenberg miêu tả năm 1899.